# Dorina Vaccaroni
Dorina Vaccaroni (n. 24 septembrie 1963, Veneția, Italia) este o politiciană ce a reprezentat Italia, medaliată olimpică. A participat la 4 ediții ale Jocurilor Olimpice (1980, 1984, 1988, 1992) în care a câștigat o medalie de bronz.